# María Dolores Botella Arbona
María Dolores Botella Arbona (Carcaixent, 20 de juliol de 1945 - 31 d'agost de 2023) fou una política valenciana, alcaldessa de Carcaixent (1999-2015) i diputada a les Corts Valencianes en la VII i VIII legislatures.

## Biografia
Militant del Partit Popular, va ser alcaldessa de Carcaixent de 1999 a 2015. Ha estat diputada per la província de València a les Corts Valencianes a la VII Legislatura (2007-2011) i diputada provincial sent responsable del Consorci Provincial de Bombers (2003-2007).
El 2014 tornà a ocupar un escó a les Corts tot i que anava en la posició 33 a les llistes del PP. Les nombroses dimissions per part de diputats populars per casos de corrupció (amb aquest, el canvi número 19 a la bancada popular) i la renúncia de Serafín Castellano a ser delegat del govern, determinaren l'accés de Botella al parlament valencià al final de la VIII legislatura.